# Felsőlajos
Felsőlajos este un sat în districtul Kecskemét, județul Bács-Kiskun, Ungaria, având o populație de 876 de locuitori (2011). 

## Demografie
Componența etnică a satului Felsőlajos
     Maghiari (98,56%)
     Necunoscut (0,36%)
     Alții (1,08%)
Componența confesională a satului Felsőlajos
     Romano-catolici (56,05%)
     Fără religie (11,07%)
     Reformați (7,76%)
     Atei (2,28%)
     Necunoscută (22,83%)
     Alte religii (1,26%)
Conform recensământului din 2011, satul Felsőlajos avea 876 de locuitori. Din punct de vedere etnic, majoritatea locuitorilor (98,56%) erau maghiari. Apartenența etnică nu este cunoscută în cazul a 0,36% din locuitori.  Din punct de vedere confesional, majoritatea locuitorilor (56,05%) erau romano-catolici, existând și minorități de persoane fără religie (11,07%), reformați (7,76%) și atei (2,28%). Pentru 22,83% din locuitori nu este cunoscută apartenența confesională.